# 莱昂·埃潘
莱昂·埃潘（法語：Léon Epin，1858年10月30日—1928年7月3日），法国前男子射箭运动员。他曾代表法国参加1920年夏季奥林匹克运动会射箭比赛，共获得二枚银牌和一枚铜牌。